# Jonathan Swift
Jonathan Swift (Dublin, 30 de novembro de 1667 — Dublin, 19 de outubro de 1745) foi um escritor anglo-irlandês, panfletário político (primeiro para os Whigs, depois para os Tories), poeta e clérigo que depois se tornou reitor da Catedral de São Patrício, em Dublin.
Swift é conhecido por suas obras, entre as quais: As Viagens de Gulliver; A história de um tonel; Argumentos contra a abolição do cristianismo; e Uma Modesta Proposta. Ele é considerado pela Encyclopædia Britannica o principal satirista de prosas da língua inglesa, e não tão conhecido por suas poesias. Swift originalmente publicou todas suas obras assinadas por pseudônimos - como Lemuel Gulliver, Isaac Bikerstaff, the Drapier - ou anonimamente.
Seu estilo irônico de escrita, gerou o termo em inglês "Swiftian" ou "swiftiniano" em português, usado para denominar sátiras que carregam estilo tão particular.

## Biografia
Órfão de pai, com um ano de idade, é levado secretamente por sua ama para a Inglaterra e, após dois anos em solo inglês, volta para a Irlanda em virtude dos problemas políticos que ocorriam no país. É entregue então ao seu tio Godwin que o manda estudar na escola Kilkenny, em Dublin em 1673. O tio ensina-lhe boas maneiras, mas não lhe dá amor e carinho, limitando-se a medicá-lo quando tinha crises de surdez, mal que o ameaçou pelo resto da vida.
Em 1681 Swift matricula-se no Trinity College de Dublin, onde só se distingue pelas punições. Em 1688 recebe o diploma da congregação e, com a morte de seu tio nesse mesmo ano, Swift vai para Leicester viver junto de sua mãe. Como ela não dispunha de muito dinheiro para ajudá-lo, é obrigado a procurar um emprego e sustentar-se. Em 1689 vai para Moor Park, Surrey (Inglaterra), e torna-se secretário de Sir William Temple (1628-1699), estadista e escritor de grande prestígio. Swift amadurece intelectualmente entre os livros de Temple e conhece uma menina de oito anos chamada Esther Johnson que, segundo diziam, era filha de William Temple com uma ama da casa.
Swift chama-a carinhosamente de Stella e lhe dedica alguns de seus mais belos poemas. A diferença de idade entre os dois não serviu de barreiras para que desabrochasse um grande afeto entre eles.
A presença de Stella era um bálsamo para Swift, mas não o suficiente para retê-lo como empregado de Sir Temple. Swift tinha ambições e compreendia que, para realizá-las, precisava de um diploma. Em 1693 doutorou-se em Teologia pela Universidade de Oxford e, em 1695, assume o posto de Cônego em Kilbroot, na Irlanda.
Ainda em 1695 volta para Moor Place e encontra Sir Temple escrevendo um panfleto altamente conservador sobre a "Batalha dos Livros", pelo qual foi muito atacado. Swift, promovido por ele a secretário, viu-se obrigado a defendê-lo e redigiu em 1697 A Batalha dos Livros. Por trás da defesa ironizava sutilmente tanto os conservadores quanto os liberais.
Com a morte de Sir Temple em 1699, Swift, desempregado, pleiteia o cargo de deão (coordenador de um grupo de párocos) de Serry, mas as autoridades eclesiásticas consideravam o posto elevado demais para um pastor tão jovem e o nomeiam Cônego de Dublin, na Irlanda.
A nomeação não lhe agradou muito, mas Swift não teve alternativa senão aceitá-la. Pede então que Stella vá viver ali perto. A proximidade da menina dá-lhe ânimo para continuar escrevendo e em 1701 publica anonimamente o "Discurso sobre as Dissensões entre os nobres e comuns em Atenas e Roma". Nessa obra, a alusão aos partidos ingleses é clara, como também é nítida a sua posição ao lado dos Whigs (liberais). Por isso, Tories (conservadores) passam a atacá-lo. No entanto, passa a ser admirado por estadistas como Somers (1651-1716) e Halifax (1633-1695), de elevado prestígio junto ao governo.
Vislumbrando a possibilidade de ascender-se na Igreja anglicana e com ajuda dos políticos, Swift começa a viajar frequentemente para Londres. Consegue então editores para A Batalha dos Livros e O Conto de Tonel. Além disso, apoiado por escritores satíricos Pope (1688-1744), Richard Steele (1672-1729) e Joseph Addison (1672-1719), ganha popularidade.
Em 1708 escreve um panfleto para desmascarar o astrólogo Patridge, tido por ele como charlatão. Sob o pseudônimo de Isaac Bickestaff profetizava, no estilo de adivinho, a morte de Patridge. A luta entre os dois acirra-se em 1709 e Swift escreve o artigo "A Vingança de Isaac Bickertaff", na qual resume satiricamente a disputa.
A ambição e as amizades fazem com que Swift permaneça em Londres, mas, sempre pensando em Stella, lhe escreve numerosas cartas. Em seu "Diário", falava de tudo: de encontros com aristocratas e políticos; das impressões suscitadas; das intrigas da corte; do fumo do Brasil; da invasão do Rio de Janeiro pelos franceses (1710); dos sonhos; das aversões, etc. Ao falar de assuntos íntimos, se expressa numa linguagem cifrada, compreensível somente para ele e Stella; mais tarde, essa experiência deu frutos em Viagens de Gulliver.
Em 1713 torna-se deão da catedral de Saint Patrick em Dublin. Sua acolhida nesse local foi fria, pois desconfiavam que suas atividades políticas não eram compatíveis com as funções religiosas. Ao saber de seus problemas, Stella vai juntar-se a ele em Dublin. Pouco depois outra mulher o procura: ela é Esther Vamhomrigh, filha de um rico mercador alemão. Swift dedicou a ela o poema "Cadenus e Vanessa" em 1726.
Vanessa fica sabendo da sua ligação com Stella e, não suportando a hipótese de amá-lo só no espírito, sufocando os ímpetos da carne, escreve à rival uma carta falando de seus laços com Swift. Furioso, Swift procura Vanessa e, sem dizer nem uma palavra, atira-lhe aos pés uma carta de despedida. Nunca mais a viu. Semanas depois a moça morreu de tristeza.
Em 1714 começa escrever Viagens de Gulliver onde pretendia agredir o mundo, não o divertir. A Enciclopédia Barsa assim se refere a essa obra.
Em 1728 Stella morre de um mal desconhecido. No ano de 1731 Swift faz da sua própria morte um objeto da sátira ao escrever um poema sobre a morte do Dr. Swift.
Sua última obra foi escrita em 1738: um ensaio destinado a despojar a conversação inglesa das banalidades e incorreções que o levam ao ridículo. Com o título de "A Conversação Polida" a qual representava o resultado de vinte anos de observação e pesquisa.
Em 19 de Outubro de 1745, Jonathan Swift, surdo e louco, morre em Dublin. Ele é enterrado na Catedral de São Patrício. Em sua lápide, o epitáfio em latim, escrito por ele mesmo:
("Aqui jaz o corpo de Jonathan Swift, doutor em Teologia e deão desta catedral, onde a colérica indignação não poderá mais dilacerar-lhe o coração. Segue, passante, e imita, se puderes, esse que se consumiu até o extremo pela causa da Liberdade".)

## Obras
- História de um tonel (1704) Sátira em prosa.
- A batalha dos livros (1704) Sátira em prosa.
- Argumento contra a abolição do cristianismo (1708) Panfleto.
- Diário para Stella (1710-1713) Cartas.
- The Conduct of the Allies (1711) Panfleto político.
- As viagens de Gulliver (1726) Romance. A mais conhecida
- Modesta proposição (1729) Sátira política.
- Instruções para os Criados (1731) Ensaio.
- A Conversação Polida (1738) Resultado de 20 anos de pesquisa.
- Versos sobre a morte do doutor Swift (1739) Poema,